# Słobidka (obwód rówieński)
Słobidka (ukr. Слобідка) – wieś na Ukrainie, w obwodzie rówieńskim, w rejonie rówieńskim. W 2001 liczyła 454 mieszkańców, spośród których 450 posługiwało się językiem ukraińskim, a 4 rosyjskim.